# Mesognatharia remanei
Mesognatharia remanei är en djurart som tillhör fylumet käkmaskar, och som beskrevs av Wolfgang Sterrer 1966. Mesognatharia remanei ingår i släktet Mesognatharia och familjen Mesognathariidae. Inga underarter finns listade i Catalogue of Life.